# حسین‌علی یزدانی
حسین‌علی کاظم یزدانی، از نویسندگان و تاریخ‌نگاران معاصر هزاره افغانستان است.

## زندگی‌نامه
کاظم یزدانی فرزند قنبر، متولد سال ۱۳۲۷(خورشیدی) در خانواده‌ای هزاره در ولایت میدان وردک، بهسود است. او تحصیلات اولیه دینی را در زادگاهش و در کابل آموخت سپس تحصیلات بیشتر در علوم دینی را در ایران به پایان رسانید.

## آثار
- پژوهشی در تاریخ هزاره‌ها[۲]
- دفاع هزاره‌ها از استقلال و تمامیت ارضی افغانستان
- صحنه‌های خونینی از تاریخ تشیع در افغانستان
- افغانستان از هجوم نظامی انگلیس تا هجوم نظامی روس
- گزارشی از مردم درهٔ ترکمن و قول‌خویش
- فرهنگ عامیانهٔ طوایف هزاره
- درس مبارزه از قیام حضرت موسی علیه السلام
- فرزندان کوهساران
- تحقیقی دربارهٔ دو واژه قرآنی یأجُوج و مأجُوج
- التشیع فی افغانستان (چاپ لبنان به زبان عربی)
- بامیان سرزمین شگفتی‌ها
- تاریخ مستضعفین افغانستان
- به سوی آیندهٔ درخشان
- نقد و بررسی قانون احوال شخصیه اهل تشیع

### آثار قلمی و چاپ ناشده
- زنان نامدار و تاریخی افغانستان
- نمونه ای از افسانه‌های ولایات مرکزی افغانستان
- دائرةالمعارف هزارستان
- ازدواج و حق انتخاب همسر از نظر اسلام و قوانین بین‌المللی
- ساکنان ما قبل آریا در افغانستان
- نگاهی به تاریخ تشیع در افغانستان از آغاز پیدایش تا عصر تیموریان
- تفسیر موضوعی قرآن مجید
- ترجمه کتاب «قواعد اللغه السومریه» از زبان عربی به فارسی تخت عنوان «گرامر زبان سومری»
- جعلیات مجوسیان در تاریخ و احادیث اسلامی
- تداخل واژه‌های ترکی- مغولی در زبان دری
- ارمغان یزدانی، (مجموعه شعر)